# Heaven
Heaven ist ein international produzierter Thriller von 2002. Zugrunde liegt das letzte Drehbuch des polnischen Autorenfilmers Krzysztof Kieślowski.
Geplant hatte Kieślowski eine weitere Filmtrilogie mit den Teilen „Heaven, Hell and Purgatory“, also „Himmel, Hölle und Fegefeuer“. Vollendet wurde aber nur das Drehbuch zum ersten Teil, Heaven. Eine Fortsetzung wurde durch den frühen Tod des Drehbuchautors verhindert.
Nach Kieślowskis Tod bot die amerikanische Produktionsfirma Miramax das Drehbuch dem deutschen Regisseur Tom Tykwer an, der mit Lola rennt zu internationalem Ruhm gelangt war. Die Dreharbeiten unter Tykwers Regie fanden 2000 im Bottroper Studio der Warner Brothers, in Neapel, Turin und der Toskana statt. Heaven hatte 2002 Première als Eröffnungsfilm der Berlinale.
Tom Tykwer äußerte sich einmal über seine Arbeit an Heaven: „Ich bin in das Drehbuch eingetaucht, als sei es mein eigenes. Ich hatte ganz stark das Gefühl, dass es auch an Themen anknüpft, die ich in meinen bisherigen Filmen aufgegriffen hatte, allerdings auf eine mir bislang unbekannte Weise. Diese Herausforderung wollte ich unbedingt annehmen.“

## Handlung
Schauplatz Turin: Die Englischlehrerin Philippa legt eine Bombe, um den Drogendealer, der das Leben ihres Mannes und vieler ihrer Schülerinnen und Schüler ruiniert hat, umzubringen. Sie lässt sich noch am selben Abend verhaften und erfährt erst im Verhör, dass nicht der Dealer, sondern vier unschuldige Menschen Opfer des Anschlags geworden sind.
Für Philippa öffnet sich ein Abgrund zwischen Wunsch und Wirklichkeit ihres Tuns. Sie versucht verzweifelt zu beweisen, dass nicht organisiertes Verbrechen, sondern ein fataler Zufall den Tod der Unschuldigen bewirkt hat. Doch die Beamten, die sie verhören, wurden vom Dealer bestochen und sagen ihr ein politisches Motiv nach. Nur der junge Polizist Filippo, der bei den Verhören übersetzt, glaubt ihrer Version des Attentats. Aus Liebe zu Philippa plant er die gemeinsame Flucht.
Er befreit sie mit der Hilfe seines Bruders. Doch kaum freigekommen, eröffnet Philippa ihm, sie habe keineswegs vor, sich ihrer Strafe zu entziehen, sondern wolle sich wieder stellen. Doch zuvor wolle sie den Dealer endlich töten. Filippo besorgt ihr eine Pistole, und nachdem er ihn für sie in eine Falle gelockt hat, tötet Philippa ihren Feind.
Doch anstatt sich nun zu stellen, flieht Philippa mit Filippo aus Turin. Die beiden reisen nach Montepulciano, wo Philippa aufgewachsen ist, und werden dort von einer Freundin Philippas auf einem Bauernhof verborgen. Als Philippa und Filippo erkennen, dass sie der Polizei nicht entgehen können, wollen sie sich dennoch nicht trennen. Als die Polizei auf den Bauernhof angerückt ist, kapern sie einen Polizeihubschrauber und fliegen mit ihm in den Himmel.

## Kritik
„Eine vor allem im ersten Teil überaus dichte Filmerzählung, deren Liebesgeschichte eher allegorischen Charakter hat. Hervorragend gespielt, mit atemberaubenden Bildern und einer ausgeklügelten Kameratechnik, die die Struktur der Erzählung vorgibt.“

Die Deutsche Film- und Medienbewertung FBW in Wiesbaden verlieh dem Film das Prädikat besonders wertvoll.

## Sonstiges
Der Bauernhof befindet sich auf halber Strecke zwischen Buonconvento und Asciano in der Nähe des Dorfes Bollano.
Der Film war Eröffnungsfilm der Berlinale 2002.
Cate Blanchett und Giovanni Ribisi haben bereits im Jahr 2000 für den Psychothriller The Gift – Die dunkle Gabe gemeinsam vor der Kamera gestanden.